# 棣棠族
棣棠族（Kerrieae）是蔷薇科的一个族，属于桃亚科。 
棣棠族下属的属包括
- 黑刷树属（Coleogyne Torr.）
- 棣棠花属（Kerria DC.）
- 雪棠属（Neviusia A. Gray）
- 鸡麻属（Rhodotypos Siebold & Zucc.）